# Madagascar en los Juegos Olímpicos de Pyeongchang 2018
Madagascar estuvo representado en los Juegos Olímpicos de Pyeongchang 2018 por una deportista femenina que compitió en esquí alpino.
La portadora de la bandera en la ceremonia de apertura fue la esquiadora alpina Mialitiana Clerc. El equipo olímpico malgache no obtuvo ninguna medalla en estos Juegos.